# Jean-Marie Blondel
Pour les articles homonymes, voir Blondel.
Jean-Marie Blondel est un ingénieur du son français.

## Biographie
Jean-Marie Blondel suit une école de cinéma de 1973 à 1975, puis travaille à l'ECPAD en 1976.

## Filmographie (sélection)
- 1998 : Marrakech Express (Hideous Kinky) de Gillies MacKinnon
- 1999 : La Neuvième Porte (The Ninth Gate) de Roman Polanski
- 2001 : L'Affaire du collier (The Affair of the Necklace) de Charles Shyer
- 2001 : Mademoiselle de Philippe Lioret
- 2002 : Le Pianiste de Roman Polanski
- 2003 : Pas sur la bouche d'Alain Resnais
- 2003 : Corps à corps de François Hanss
- 2004 : L'Équipier  de Philippe Lioret
- 2005 : Oliver Twist de Roman Polanski
- 2006 : Cœurs d'Alain Resnais
- 2006 : Le Concile de pierre de Guillaume Nicloux
- 2006 : Marie-Antoinette de Sofia Coppola
- 2007 : La Clef de Guillaume Nicloux
- 2007 : Les Vacances de Mr Bean de Steve Bendelack
- 2008 : Sans arme, ni haine, ni violence de Jean-Paul Rouve
- 2008 : Un cœur simple de Marion Laine
- 2009 : Les Herbes folles d'Alain Resnais
- 2010 : The Ghost Writer de Roman Polanski
- 2010 : Holiday de Guillaume Nicloux
- 2011 : Toutes nos envies de Philippe Lioret
- 2011 : Carnage de Roman Polanski
- 2011 : Minuit à Paris (Midnight in Paris) de Woody Allen
- 2013 : Quai d'Orsay de Bertrand Tavernier
- 2013 : Hôtel Normandy de Charles Nemes
- 2013 : Cookie de Léa Fazer
- 2014 : Les Recettes du bonheur (The Hundred-Foot Journey) de Lasse Hallström
- 2014 : Magic in the Moonlight de Woody Allen
- 2015 : Un Français de Diastème
- 2016 : Le Fils de Jean de Philippe Lioret
- 2016 : Juillet Août de Diastème
- 2023 : 16 ans de Philippe Lioret

## Distinctions

### Récompenses
- César du meilleur son
  - en 2003 pour Le Pianiste
  - en 2004 pour Pas sur la bouche

### Nominations
- BAFTA 2003 : British Academy Film Award du meilleur son pour Le Pianiste
- César du meilleur son
  - en 2007 pour Cœurs
  - en 2011 pour The Ghost Writer